# Dryopteris saxifraga
Dryopteris saxifraga là một loài thực vật có mạch trong họ Dryopteridaceae. Loài này được H. Itô miêu tả khoa học đầu tiên năm 1936.